# Pyzdry
Pyzdry (germană Peisern) este un oraș în Polonia.

## Legături externe
- Site oficial